# Битва в проливе Чхильчхоллян
Битва в проливе Чхильчхоллян — морское сражение в ходе Имдинской войны, произошедшее 28 августа 1597 года у острова Коджедо в заливе Чхильчхоллян между корейским и японским флотами. Сражение привело к почти полному уничтожению корейского флота.

## Предыстория
Перед битвой предыдущий командующий флотом Ли Сунсин был отстранён от своего поста из-за японского заговора. Менее опытный Вон Гюн был повышен в должности вместо Ли. Вон Гюн отплыл в Пусан 17 августа со всем флотом, включавшим около 200 кораблей.

## Битва
Корейский флот прибыл к Пусану 20 августа 1597 года. К концу дня корейцы столкнулись с японским флотом, который насчитывал от 500 до 1000 кораблей. Вон Гюн приказал провести общую атаку на вражескую армаду, но японцы отступили, позволив корейцам преследовать их. После нескольких перестрелок, когда силы поочерёдно наступали, японцы нанесли решающий удар, уничтожив 30 кораблей и рассеяв корейский флот.
Вон Гюн и его бойцы причалили к острову Кадокто, высадившись на берег в поисках воды, где попали в засаду, устроенную 3000 солдатами противника под командованием Симадзу Ёсихиро. В ходе боя корейцы потеряли 400 человек и несколько судов.
С Кадокто Вон отступил на северо-запад в пролив между островами Коджедо и Чхильчхон. Он уединился на своём флагманском корабле, отказавшись кого-либо видеть. Весь флот пробыл в проливе целую неделю. Японские командиры собрались 22 августа, чтобы спланировать совместное нападение на корейцев. Симадзу Ёсихиро переправил 2000 бойцов к Коджедо, где расположил их на северо-западном побережье.
В ночь на 28 августа японский флот из 500 кораблей вошёл в пролив и атаковал. К рассвету почти все корейские корабли были уничтожены. Вон Гюн был схвачен японцами, которые, предположительно, отрубили ему голову. Ли Окки также погиб во время битвы, утопившись.

## Последствия
До поражения 28 августа Пэ Соль увёл 12 кораблей в бухту дальше по проливу и сумел спастись. Пэ сжёг лагеря на острове Хансандо до прибытия туда японцев. Затем он отплыл на запад с оставшимися 12 кораблями, всем, что осталось от корейского флота.